# Mihr-Mihroe
Mihr-Mihroe (gestorben 554 in Mzcheta), mittelpersisch Mihr-Mihrōē oder Mihrmāh-rōy, in byzantinischen Quellen Mermeroes (griechisch Μερμερόης), war ein sasanidischer General aus dem 6. Jahrhundert und einer der führenden Kommandeure der byzantinisch-sassanidischen Kriege jener Zeit.

## Biographie

Karte des Königreichs Lasika

Über sein frühes Leben ist nichts bekannt. Er taucht zum ersten Mal im Sommer 530 während des zweiten Krieges Kavadhs gegen Ostrom auf, als er eine 30.000 Mann starke Armee bei einer Invasion in die armenischen Provinzen von Byzanz anführte. Er wurde jedoch bei der Schlacht von Satala von den byzantinischen Generälen Sittas und Dorotheus geschlagen und musste sich zurückziehen. Im Sommer 531, nach dem knappen persischen Sieg bei Callinicum und einer Reihe kleinerer Rückschläge in Armenien und Nordmesopotamien, schickte der persische Schah Kavadh I. (reg. 488–531) Mihr-Mihroe zusammen mit Bawi und Kanarang, um die byzantinische Festung Martyropolis zu erobern. Die Kommandeure belagerten die Stadt, aber nachdem sie die Nachricht von Kavadhs Tod erhalten hatten und ihre Truppen unter dem kalten Winter litten, schlossen sie einen Waffenstillstand und zogen sich auf persisches Territorium zurück.
Nach der Wiederaufnahme der Feindseligkeiten im Jahr 540, wurde Mihr-Mihroe 542 von Chosrau I. (reg. 531–579) gegen die byzantinische Festung Dara-Anastasiupolis entsandt, aber laut Gorippus wurde er vom Kommandanten der Festung, John Troglita, besiegt und gefangen genommen. Mihr-Mihroe tauchte 548 wieder auf, als er an der Spitze einer großen Armee entsandt wurde, um die Festung Petra in Lasika zu entsetzen, die von einer kombinierten byzantinisch-lasischen Streitmacht belagert wurde. Da der byzantinische Kommandant Dagisthaeus es versäumt hatte, die Gebirgspässe mit genügend Mann zu sichern, konnte Mihr-Mihroe in Lasika einziehen und die byzantinischen Abteilungen beiseiteschieben. Er löste die Belagerung von Petra ab und verstärkte die Garnison, doch da es an Nachschub für seine Armee mangelte, musste er sich nach Dwin ins persische Armenien zurückziehen, wobei er etwa 3.000 Mann in der Garnison von Petra und weitere 5.000 unter Phabrizus zurückließ, um die Versorgungsroute offen zu halten.
Diese Truppen wurden im nächsten Jahr von den Lasen und den Byzantinern besiegt und der neue byzantinische Kommandant Bessas belagerte Petra. Im Frühjahr 551 eilte Mihr-Mihroe zurück, um die Festung erneut zu entsetzen, doch bevor er dies tun konnte, fiel Petra Bessas zu, der die Stadtmauern schleifen ließ. Daher wandte er sich der lasischen Hauptstadt Archäopolis zu und eroberte dabei die Festungen von Sarapanis und Scanda. Er belagerte Archäopolis, aber seine Angriffe wurden zurückgeschlagen. Da seine Armee unter Versorgungsmangel litt, war er gezwungen, die Belagerung aufzugeben und nach Westen in die fruchtbare Provinz Mocheresis zu ziehen, die er zu seiner Operationsbasis machte. Im darauffolgenden Winter 551/552 verstärkte er seine Kontrolle über Ostlasika (einschließlich der Region Suania), während seine Friedensangebote an den lazischen König Gubazes II. (reg. 541–555) scheiterten. Verstärkt mit Söldnern, die unter den Sabiren rekrutiert wurden, griff er 552 die byzantinisch-lasischen Festungen von Archäopolis, Tzibile und eine dritte unbenannte Festung an, wurde aber erneut zurückgeschlagen und zog sich nach Mocheresis zurück.
Im Jahr 554 gelang es ihm durch eine List, die Byzantiner von Telephis, ihrer vordersten Position, zu vertreiben, was einen allgemeinen Rückzug entlang des Phasis-Flusses verursachte. Er verfolgte sie jedoch weder, noch nutzte er anderweitig seinen Vorteil aus, da es seiner eigenen Armee an Nachschub mangelte. Nachdem er seine eigenen Festungen einschließlich Onoguris verstärkt hatte, kehrte er nach Mocheresis zurück. Dort erkrankte er und zog sich nach Iberia zurück; er starb im Sommer 555 in Mzcheta an seiner Krankheit. Agathias hat sein Begräbnis als Himmelsbestattung beschrieben, die der zoroastrischen Orthodoxie entsprach (siehe Dachma). Nach seinem Tod folgte Nachoragan ihm in seinem Kommando.

„Als brillanter Organisator und ausgezeichneter Taktiker war er vor allem ein Mann von unerschrockenem Geist. Als er schon ein alter Mann war und schon lange an beiden Füßen so verkrüppelt war, dass er nicht einmal reiten konnte, zeigte er die Kondition und Ausdauer eines jungen Mannes in seiner Blütezeit. Er nahm auch nicht an den eigentlichen Kämpfen teil, sondern bewegte sich auf einer Tragbahre durch die Schlacht, ermahnte und ermutigte seine Männer und gab rechtzeitig und genaue Anweisungen, traf die Herzen der Feinde mit Schrecken und erntete die Früchte von so manchem Sieg. Niemals gab es ein eindrucksvolleres Beispiel dafür, dass Verstand und nicht Muskelkraft die Voraussetzung für einen guten Feldherrn sind.“